# Освіта в Сінгапурі
Освіта в Сінгапурі підпорядковується Міністерству освіти, яке керує освітньою політикою. Міністерство контролює процес розвитку і управління державними школами, які отримують державне фінансування, а також виконує консультативну та контролюючу роль в приватних школах. Для приватних і державних шкіл існують відмінності щодо рівня їх автономії у виборі навчальних програм, масштабів державної допомоги і фінансування, навантаження на учнів, а також правил прийому учнів.
Діти із фізичними вадами відвідують спеціальні школи, які також підпорядковуються Міністерству освіти Сінгапуру. Витрати на освіту зазвичай становлять близько 20 відсотків національного бюджету, який субсидіює державні і підтримувані урядом приватні заклади освіти. При цьому вартість навчання для не громадян Сінгапуру є відчутно вищою, ніж для громадян Сінгапуру.
У 2000 році Парламент Сінгапуру прийняв закон, що регламентує обов'язковість освіти для дітей шкільного віку, а також запроваджує відповідальність для батьків у випадку, якщо вони не забезпечують належним чином відвідування школи своїм дітям. Винятки дозволяються у випадку, якщо дитина навчається на дому або у спеціалізованій релігійній школі.
У навчальних закладах Сінгапуру викладання більшості предметів здійснюється англійською мовою, особливо це стосується математики і природничих наук. Колишній прем'єр-міністр Сінгапуру Лі Куан Ю запропонував ідею англійської мови, як мови повсякденного спілкування, яка б полегшувала спілкування громадян різних етнічних і культурних груп, а також спрощувала б процес інтеграції Сінгапуру у світову економіку.

## Початкова освіта
Початкова освіта складається із чотирирічного етапу фундаментальної підготовки і двохрічного етапу спеціалізованої підготовки. Початкова освіта є обов'язковою і безкоштовною, хоча і існує невелика плата у розмірі 13 SGD (сінгапурський долар) на місяць, що йде на покриття різноманітних шкільних витрат.

### Фундаментальна підготовка
На етапі фундаментальної підготовки учні вивчають англійську мову, рідну мову (китайську, малайську або тамільську) а також математику. Крім того до шкільної програми входять етика, художня праця, музика і фізична культура.

### Спеціалізована підготовка
На етапі спеціалізованої підготовки, який наступає після завершення перших чотирьох років навчання, учні розподіляються на групи, у яких англійська мова, рідна мова і математика вивчаються відповідно до здібностей учнів. Школам надається свобода щодо розробки власної системи екзаменів, яка дозволяла б найкращим чином виявити рівень здібностей кожного окремого учня. Для англійської і рідної мов існують вищий, стандартний і початковий рівні; для природничих наук і математики — стандартний і початковий.

### Випускний екзамен
По завершенню початкової школи проводиться відповідний випускний екзамен (Primary School Leaving Examination (PSLE)). Першочерговою задачею цього екзамену є визначення подальшого місця учня у середній школі.

## Середня освіта
На основі результатів екзамену PSLE учні розподіляються по різним напрямкам середньої школи: спеціальний, експрес, стандартний (академічний) чи стандартний (технічний).

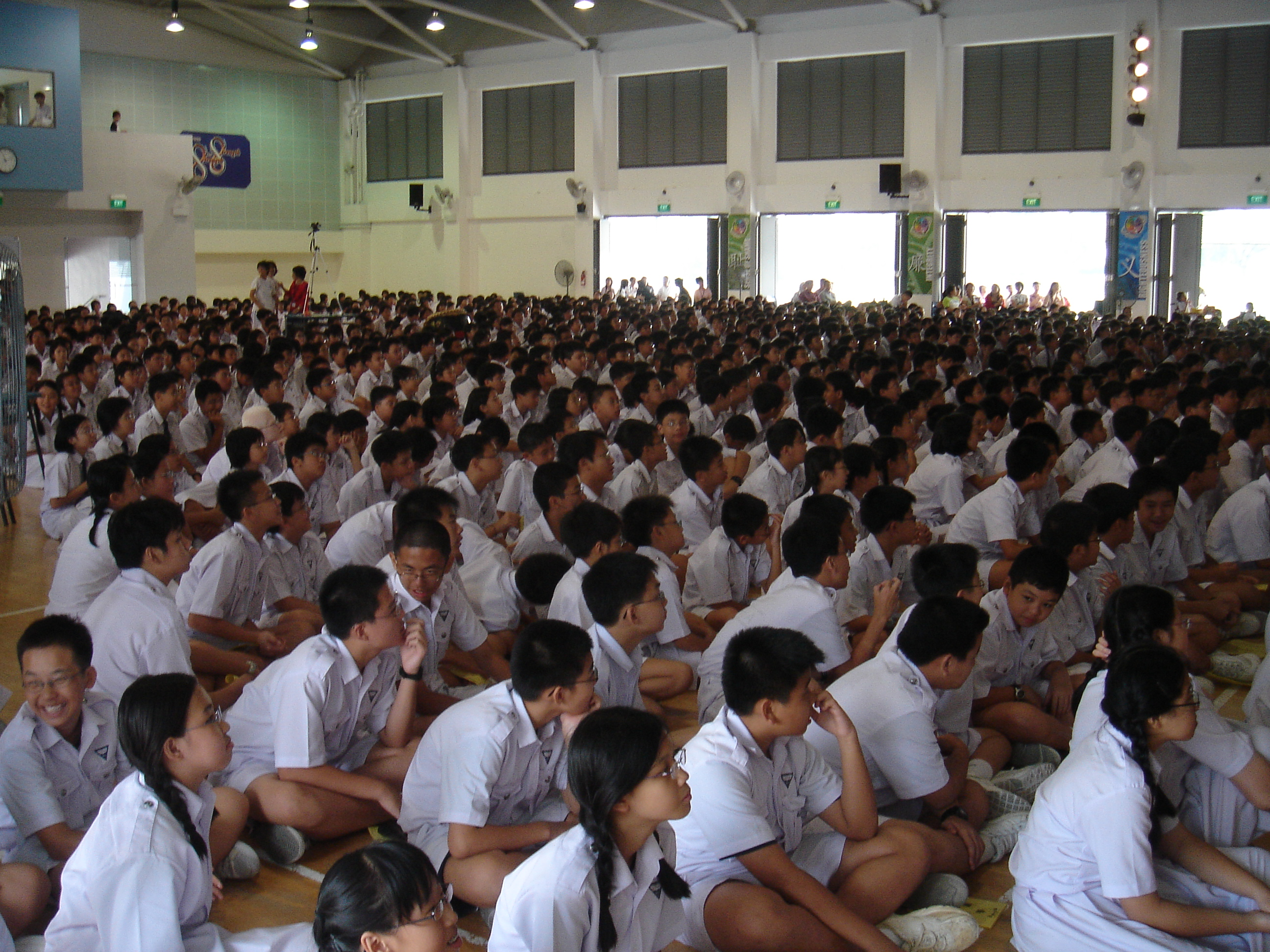
Зібрання учнів у залі середньої школи.

Спеціальний і експрес курси включають в себе чотирьохрічний курс навчання, що завершується складанням екзамену на отримання О-рівня (General Certificate of Education Ordinary-level exam (ordinary — звичайний, посередній)). Різниця між цими двома курсами полягає у тому, що студенти спеціального курсу вивчають рідну мову на більш поглибленому рівні. Можна обрати вивчення іноземної мови (французьку, німецьку чи японську) на додачу чи замість вивчення рідної, що є особливо популярним серед студентів родом з інших країн.
Стандартний курс середньої школи триває протягом чотирьох років і завершується складанням іспиту на отримання N-рівня (Normal-level), із можливістю продовжити навчання на ще один рік і скласти іспит на отримання О-рівня. Студенти стандартного технічного напрямку вивчають предмети більш технічного спрямування, в той час як студенти академічного напрямку вивчають більш академічні дисципліни (наприклад основи бухгалтерського обліку). У 2004 році Міністерство освіти Сінгапуру оголосило, що обрані студенти, які навчаються за стандартним напрямком матимуть можливість складати екзамен на отримання О-рівня, без необхідності попереднього складання іспиту N-рівня.
За винятком навчальних закладів, які пропонують спеціальну програму інтеграції освіти (Integrated Programme), що надає можливість отримання сертифікату A-рівня (Advanced-level), більшість студентів наприкінці другого року навчання обирають від шести до десяти предметів, з яких вони мають намір у подальшому складати екзамен О-рівня. При цьому англійська мова, рідна мова, математика, один природничий і один гуманітарний предмети є обов'язковими в цьому переліку. До предметів О-рівня як правило можуть включатись такі дисципліни:
Мовні дисципліни:
- англійська мова

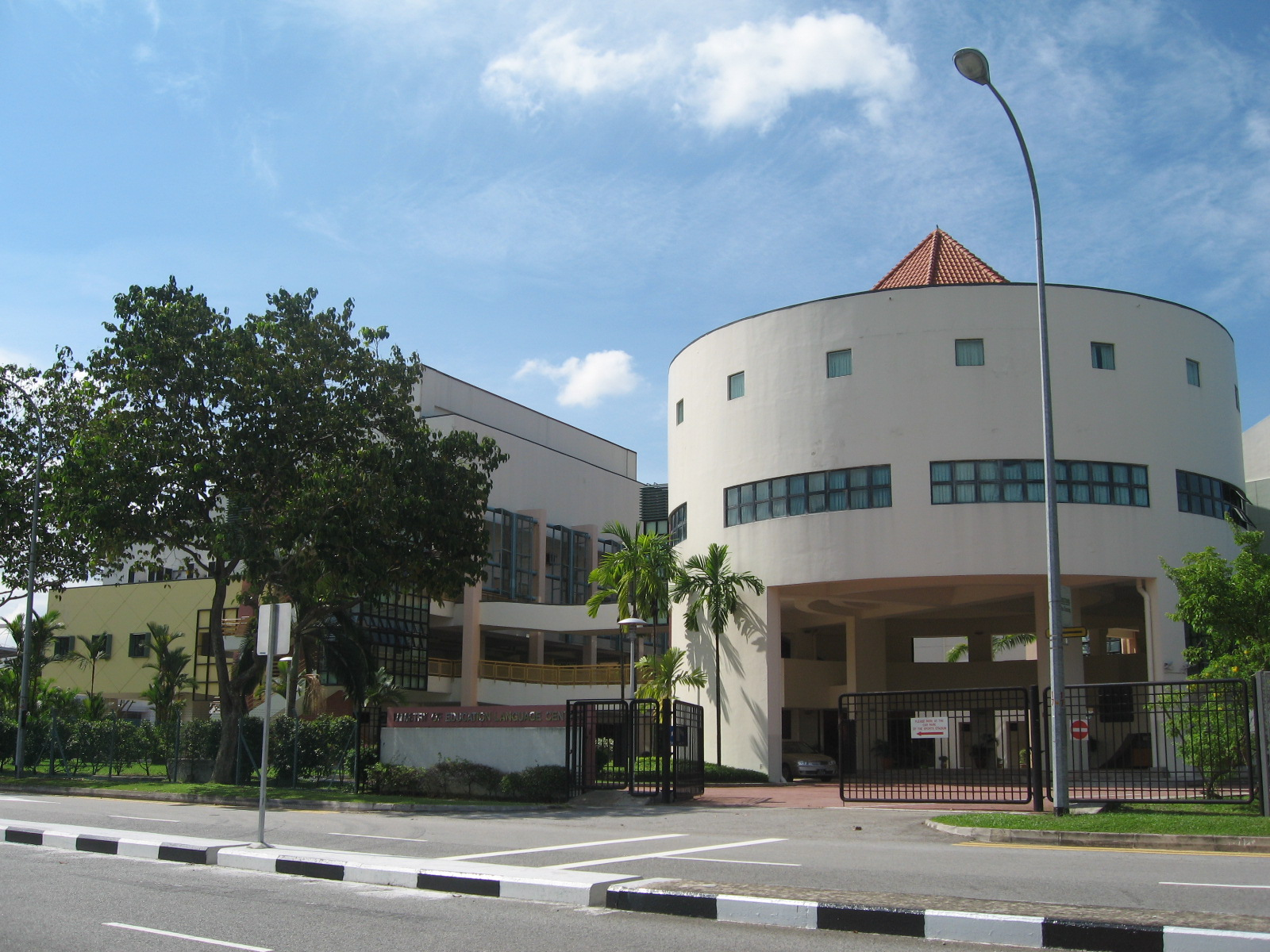
Мовний центр при міністерстві освіти.

- рідна мова (китайська, малайська і тамільська)
- не-тамільські індійські мови (гінді, урду ті ін.)
- поглиблене вивчення рідної мови (китайської, малайської, тамільської)
- іноземна мова (французька, німецька, японська)

Гуманітарні науки:
- історія
- географія
- англійська література
- китайська література
- малайська література
- тамільська література
- мистецтво і музика

Математичні і природничі науки:
- математика
- фізика і хімія
- хімія і біологія
- біологія і фізика
- фізика
- хімія
- біологія

### Система оцінювання
У більшості навчальних закладів рівень успішності учнів вимірюється за дев'ятибальною шкалою оцінювання (A1 — найвища оцінка, F9 — найнижча):
- А1/А2 (відмінно)
- B3/B4 (добре)
- C5/C6 (задовільно)
- D7 (мінімальний бал для зарахування предмета, або незадовільно)
- E8/F9 (незадовільно)

Загальна академічна успішність учнів вимірюється за різними системами підрахунку балів (наприклад L1R5, L1B5 чи L1R4), у залежності від того, у який навчальний заклад має намір поступати учень після отримання середньої освіти. Чим меншим є отриманий сумарний бал студента, тим вищим вважається його підсумковий рейтинг. Наприклад система підрахунку балів L1R5 має на увазі, що підсумковий рейтинг вираховується як сума балів отриманих з англійської мови (L1 — language 1), і ще з п'яти відповідно обраних предметів (R5 — relevant 5), серед яких мають обов'язково бути хоча б один математичний/природничий і один гуманітарний предмет. Навчальні заклади, що пропонують програму інтегрованої освіти можуть використовувати систему оцінювання GPA (Grade Point Assessment).

### Програма інтегрованої освіти
Програма інтегрованої освіти (Integrated Programme, IP), надає можливість учням елітних шкіл Сінгапуру скласти екзамен на отримання А-рівня, без попереднього складання екзамену О-рівня, одразу після шести років середньої освіти у віці 18 років.
Оскільки програма IP дозволяє не складати экзамен О-рівня, студенти мають більше часу для отримання ширших знань, щоб у подальшому скласти іспит на отримання А-рівня. Крім того, студенти мають більше свободи у виборі тих чи інших предметів, які вони мають намір вивчати, у порівнянні із своїми однолітками, які не задіяні у програмі IP. Як правило лише найкращі учні (зазвичай із спеціального і експрес напрямків середньої школи) мають можливість долучитися до ІР-програми.

### Продовження навчання після отримання середньої освіти
Після завершення чотирьох або п'ятирічного курсу навчання студенти (за винятком залучених у ІР-програму) складають екзамен на отримання сертифіката про загальну середню освіту О-рівня (Singaporean GCE ‘O’ Level), що дозволяє визначити їх поточний рівень знань і коло передуніверситетських і професійно-технічних навчальних закладів, до яких вони матимуть можливість вступити. До передуніверситетських закладів належать молодші коледжі із дворічним або трирічним терміном навчання, що завершується складанням іспиту на отримання сертифікату А-рівня. Студенти, які мають бажання отримати професійно-технічну освіту можуть продовжити навчання у політехнікумах або у Інституті технічної освіти (Institute of Technical Education, ITE).
Вступ на двохрічний курс навчання у молодшому коледжі здійснюється за результатамм отриманим за системою підрахунку балів L1R5, у якій за кожен із шести обраних для отримання О-рівня предметів, студент отримує оцінку від А1(найкраща) до F9(найгірша). Сумарний рейтинг складається із оцінок за шість різних предметів: мови (англійської або іншої обраної по бажанню), гуманітарної, математичної/природничої, гуманітарної/ природничої/математичної дисципліни, та двох будь-яких інших обраних дисциплін. Таким чином, найкращий можливий рейтинг за системою L1R5 становить 6 балів (оцінка А1 по усім шести дисциплінам).
У загальному випадку для того, щоб мати можливість вступити до молодшого коледжу необхідно набрати не більше 20 балів, крім того, необхідно отримати оцінки не гірше С6 з англійської мови і математики.
Для вступу на трьохрічний курс навчання використовується система підрахунку балів L1R4, і сумарний набраний рейтинг студента не повинен перевищувати 20 балів.
Для вступу у політехнікуми використовується система L1R2B2 (мова, дві обов'язкові дисципліни і дві дисципліни по яким студент отримав найкращі оцінки). Однак, різні політехнікуми мають право висувати додаткові вимоги до студентів, яким вони мають задовольняти, щоб мати можливість вступити до даного конкретного навчального закладу.

## Спеціалізована освіта
В країні приділяється увага освіті дітей з особливими потребами. Серед спеціалізованих шкіл є школи для дітей з аутизмом (школа Паслайт).

## Передуніверситетська освіта
Передуніверситетська освіта у Сінгапурі передбачена для студентів, які добре навчаються (це приблизно 20-25 % студентів) та які бажають отримати університетський диплом після двох-трьох років передуніверситетської освіти, а не зупинятися на професійній технічній освіті.
На цей час існує 18 молодших коледжів та Центральних інститутів, Інститут Міленія, Національний молодший коледж, який є найстарішим коледжем в Сінгапурі, та Іннова коледж, який був заснований у 2005 році.
Спершу молодші коледжі були задумані як пришвидшена альтернатива традиційним коледжам з трирічною освітою, але їх дворічна навчальна програма вже стала нормою для студентів, які бажають отримати вищу освіту. Вони також стали синонімом престижної освіти.
Молодші коледжі приймають студентів на підставі GCE (сертифікатів про загальну освіту) «O»-рівня, результат L1R5 має бути 20 або менше, щоб вступити до коледжу. Дворічне навчання закінчується екзаменом Singapore-Cambridge GCE Advanced Level, який часто називається А-рівнем. Центральні інститути приймають студентів на тих же засадах, Інститут Міленія пропонує трирічну навчальну програму, що завершується екзаменом на здобуття А-рівня.

### Фінансування та стипендії
Студенти більшості молодших коледжів та центральних інститутів сплачують суми від 6 до 22 доларів на місяць за користування устаткуванням та за навчання за спеціальними програмами, ці суми залежать від статусу студента та від типу програм, які запропоновані коледжем. Втім, студенти деяких приватних коледжів мають сплачувати до 300 доларів у місяць. Стипендії гарантуються студентам, чий результат у навчанні був у межах 95 відсотків від О-рівня і тим студентам, які мають право на матеріальну підтримку. За цією схемою вони тільки повинні сплачувати суми еквівалентні до тих, які щомісячно сплачуються учнями державних коледжів. Студенти, які отримують гранти на навчання мають сплачувати певну частину стандартної суми щомісяця, розмір цієї частини базується на загальному доході родини студента.

### Вступні іспити
Існує два шляхи вступу до коледжу. У першому випадку студенти подають заявку на вступ до коледжу, використовуючи результати їх екзаменів О-рівня, у другому випадку заявки подаються на півроку раніше базуючись на різноманітних талантах майбутнього студента, які можуть бути як академічними, так і культурними, мистецькими або спортивними. Такі студенти зараховуються до коледжу незалежно від мінімального пропускного балу. Втім студенти все ж мають набрати 20 або менше балів у L1R5, хоча більшість коледжів вимагає результат 15 та менше. За першим варіантом вступу студенти мають змагатися між собою у національному масштабі.

### Навчальна програма та екзамен А-рівня
Згідно з новою навчальною програмою, яка була запроваджена у січні 2006 року, навчальні предмети поділяються на три категорії: Н1, Н2 та Н3. Предмети першої категорії (Н1) мають цінність одного академічного юніту, другої категорії (Н2) — 2-х академічних юнітів, а третьої категорії (Н3) — 1 академічний юніт. Загалом студенти повинні набрати не менше ніж 10 академічних юнітів (3Н2+1Н1) та не більше ніж 12 академічних юнітів, включно з вивченням рідної мови та проектною роботою. Ті студенти, які складали екзамен з рідної мови під час екзамену О-рівня та отримали оцінку не меншу за D7 звільняються від уроків з рідної мови та з екзамену з рідної мови, втім, вони повинні відвідувати заняття, пов'язані з вивченням мови та не можуть обрати інший предмет замість неї, оскільки вона є обов'язковою для вивчення.
Предмети першої та другої категорій доповнюють один одного. Зазвичай якщо предмет вивчається як предмет першої категорії, то він містить у собі вдвічі менше матеріалу, ніж такий же предмет другої категорії, але ступінь поглиблення та складності у них однаковий. Наприклад студенти, що вивчають математику як предмет першої категорії, вивчають менше суто математичних тем ніж студенти, що вивчають математику як предмет другої категорії, але ті теми, які у них збігаються, вони вивчають однаково глибоко. Так само, студенти, що вивчають історію як Н1 предмет будуть складати екзамен по Всесвітній історії 1945—2000 років, а студенти для яких історія це предмет Н2 окрім Всесвітньої історії 1945—2000 років будуть складати ще додатково Історію південної Азії 1900—1997 років.
Нова навчальна програма дозволяє студентам більше комбінувати предмети, тепер студенти мають обрати хоча б один предмет, який би контрастував з іншими обраними. Наприклад: студенти яки вивчають точні науки мають обрати хоча б один гуманітарний предмет, а студенти гуманітарії — хоча б один предмет з точних наук.
Предмети третьої категорії (Н3) вважаються більш прагматичними та розвивають критичне мислення. У оновленій навчальній програмі предмети третьої категорії складаються у вигляді науково-дослідної роботи, наукової статті або у вигляді складання модулів вищих університетів. Отож студенти, які виконали наукову роботу, можуть отримати додаткові бали та пропустити кілька модулів в університеті. Для того, щоб отримати можливість вивчати предмет третього рівня, студент має вивчати цей предмет ще й на другому рівні.
Перелік деяких предметів, які пропонуються для студентів за нової навчальної програми:
Точні науки:
- H1 та H2: математика, біологія, хімія, фізика
- H2: комп'ютерні науки

Мовні дисципліни:
- H1: китайська, малайська, тамільська мови
- H1 та H2: французька, німецька, японська мови

Примітка: мови, які пропонуються тільки на рівні Н1 не є контрастуючими з точними науками. Мови на другому рівні дозволяється вивчати тільки студентам, які пройшли спеціальний відбір.
Гуманітарні науки:
- H1: загальні знання на китайській мові
- H1 та H2: економіка, географія, історія, література англійською мовою, історія китайською мовою, вивчення китайської культури англійською та китайською мовами
- H2: китайська мова та література, малайська мова та література, тамільська мова та література, театральне мистецтво, образотворче мистецтво, музика (поглиблене вивчення музики та образотворчого мистецтва пропонується тільки студентам, які пройшли спеціальний відбір)

Фінанси (тільки для Центральних інститутів):
- H2: основи бухгалтерської справи, менеджмент підприємництва
- H1 та H2: економіка

Інші предмети:

Предмети рівня H3:
- Науково-дослідні роботи: роботи пропонуються Кембриджем для усіх основних предметів, таких як протеоміка, фармацевтична хімія, основи сучасної фізики;
- Науково-дослідні програми: науково-дослідна програма з гуманітарних та соціальних наук та науково-дослідна програма з точних наук, що пропонуються Національним університетом Сінгапуру;
- Університетські модулі, такі як «геополітика: географія війни та миру» для студентів, що вивчають історію та географію, та «економіка менеджменту» для студентів, які вивчають економіку пропонуються Національним університетом Сінгапуру.

Предмети рівня H1: проектна робота

Предмети рівня H2: знання та дослідження
Щоб мати можливість поступити до місцевих університетів, студенти мають скласти загальний екзамен, або тест зі «знання та дослідження» (Knowledge & Inquiry), або скласти екзамен-Н1 з рідної мови. Оцінка, отримана на екзамені О-рівня може бути використана як оцінка за екзамен-Н1. Починаючи з 2008 року оцінки студентів за три предмета рівня Н2 та один предмет рівня Н1 включно з оцінками за загальний іспит підсумовуються і цей результат використовуватися при вступі до університету.

## Дипломна освіта

### Політехнікуми
Політехнікуми у Сінгапурі пропонують трирічне навчання, вони приймають студентів, що склали іспит О-рівня, А-рівня або екзамен Інституту технічної освіти.
Політехнікуми пропонують багато предметів у різних сферах, наприклад: машинобудування, бухгалтерська справа, менеджмент туризму, масові комунікації, цифрові засоби передачі інформації, біотехнології. Є також спеціалізовані курси по морському машинобудуванню, догляду за хворими та оптометрії. Ці заклади забезпечують освіту більш орієнтовану на промисловість та є альтернативою до коледжів нижчого ступеня, в політехнікуми вступають приблизно 40 % випускників шкіл. Всього в Сінгапурі існує п'ять політехнікумів.
Випускники політехнікумів з гарними оцінками можуть продовжити навчання в університетах, багато університетів, зокрема університети Австралії, Нової Зеландії та Великої Британії звільняють студентів від вивчення тих модулів, які вже були вивчені в політехнікумі.

### Інститут технічної освіти
Інститут технічної освіти приймає студентів на основі екзамену О-рівня або N-рівня та пропонує дворічне навчання, яке закінчується отриманням «Національного сертифікату інституту технічної освіти», який є визнаним тільки в межах Сінгапуру. У Сінгапурі існує десять коледжів Інституту технічної освіти. Випускники ІТО займають доволі непогану позицію на ринку праці, вони володіють необхідними навичками у різних галузях промисловості та можуть професійно виконувати багато видів робіт. Деякі випускники продовжують навчання у політехнікумах та університетах, але таких не багато. Існує соціальне упередження проти випускників ІТО, вважається, що вони менш здібні та, можливо, менш успішні. Нещодавно прем'єр-міністр Сінгапуру та міністр освіти піднімали це питання, однак здебільшого це були порожні балачки, небагато конкретних дій було зроблено для підвищені престижності ІТО та подолання упереджень.

## Університети
Університет це заклад вищої освіти у якому відбуваються наукові дослідження, він надає наукові ступені з низки предметів. Університети пропонують як до дипломну так і післядипломну освіту.
У Сінгапурі на сьогодні існує три університети (Національний університет Сінгапуру та Національний Технологічний університет), та два приватних університети SMU (Сингапурський університет управління) та UniSIM. Однак, UniSIM приймає тільки дорослих. тому студенти, що склали екзамен А-рівня можуть вступити до одного з трьох університетів, до кількох іноземних університетів або до одного з десяти інших закладів третього ступеню, що пропонують до дипломну та післядипломну освіту.
Національний технологічний університет і Національний університет Сінгапуру кожен вміщує більш ніж 20 000 студентів, і пропонує широкий спектр освітніх дипломних та післядипломних програм, включаючи здобуття докторського ступеню. Обидва університети також мають потужні дослідницькі підрозділи.

## Державна політика у галузі освіти

### Мерітократія
Мерітократія (система, за якої становище людини у суспільстві визначається її здібностями і заслугами, а не походженням) є центральним принципом системи освіти Сінгапуру. Надзвичайно велика увага приділяється академічній успішності студентів і учнів, і наданню їм можливостей вступу до різноманітних навчальних програм і університетів. Академічна успішність розглядається як об'єктивна міра сил і здібностей студентів незалежно від їхнього положення в суспільстві. Успішність у навчанні розглядається як найважливіший фактор визначення майбутніх кар'єрних перспектив і матеріального положення. У зв'язку із цим навчальні програми максимально націлені на вивчення тем, по яким проводяться іспити, а високий рівень змагальності у навчанні призвів до розповсюдження так званих «десятирічних серій», тобто збірників завдань, по яким проводились екзамени протягом минулих десяти років.

### Білінгвізм
Білінгвізм, або політика рідної мови, є наріжним каменем системи освіти Сінгапуру. Хоча англійська мова є першою мовою яку починають викладати в школах, а також мовою на якій здійснюється навчання іншим предметам, від більшості учнів і студентів вимагається вивчати і «рідну мову», яка може бути однією із трьох офіційних мов: китайської, малайської і тамільської. Екзамен з рідної мови є обов'язковим компонентом випускного екзамену початкової школи (PSLE), а також екзаменів на здобуття сертифікатів N-, O- і А-рівнів. Знання рідної мови на достатньо високому рівні є необхідною умовою для вступу до університету Сінгапуру, хоча для студентів з інших країн як правило роблять винятки з цього правила.
Політика білінгвізму була вперше затверджена у 1966 році. Однією із головних її цілей є розвиток англійської мови як нейтральної мови спілкування розрізнених етнічних і культурних груп Сінгапуру. Визнання англійської мови як «першої мови» також має на меті посилити процес інтеграції Сінгапуру у світову економіку.
Визнання мовного і культурного плюралізму у країні також ставить перед собою мету надати можливість учням і студентам вивчати рідну мову, не забувати про своє етнічне коріння і асоціювати себе із ним, а також зберігати власні культурні особливості.

### Фінансова допомога
Освітня політика Сінгапуру гарантує, що жодна дитина не буде позбавлена можливості отримати освіту, навіть у тому випадку, якщо вона не має необхідних фінансових можливостей для цього. З цією метою державні школи активно субсидіюються як державою так і різноманітними благочинними організаціями. Існують спеціальні державні програми допомоги незаможним сім'ям: «схема фінансової допомоги» (Financial Assistance Scheme (FAS)) і програма Edusave.
Схема фінансової допомоги передбачає допомогу сім'ям із загальним місячним заробітком, який не перевищує 1500 або 1800 SGD (у залежності від кількості дітей у сім'ї). Студенти, які підпадають під програму FAS, звільняються від усіх необхідних оплат за навчання, а також частково субсидіюються при складанні національних екзаменів. У 2005 році допомогу за цією схемою отримувало 15000 учнів і студентів.
Допомогу за програмою Edusave отримують приблизно 40000 студентів які мають високі показники академічної успішності, але належать до сімей із низьким и середнім-низьким достатком.

### Програма по обміну студентами
Близько 120 із 353 шкіл Сінгапуру мають у тій чи іншій формі програми по обміну студентами. У 2005 році Міністерство освіти Сінгапуру заснувало спеціальний грошовий фонд у розмірі 4,5 млн. SGD для стимулювання розвитку програм по обміну студентами (переважно із азійськими країнами, такими як Китай і Індія).

## Критика
Система освіти Сінгапуру часто критикується як надміру спеціалізована, жорстка і спрямована на елітарність. Часто критика ґрунтується на тому, що практично не стимулюється розвиток креативного мислення, на відміну від систем освіти інших країн (наприклад США). Захисники нинішньої системи освіти акцентують увагу на тому, що студенти із Сінгапуру регулярно займають найвищі місця у міжнародних математичних і інших наукових змаганнях. Критики ж наголошують, що такий стан речей є скоріше результатом ціленапрямленої підготовки студентів до участі у конкретних змаганнях і іспитах, аніж показником рівня мислення.
Не так давно Міністерство освіти утвердило відчутні зміни у системі освіти, покликані стимулювати розвиток у студентів творчого і критичного мислення і здобуття досвіду що знадобиться протягом усього життя, замість простого заучування інформації необхідної для успішної здачі іспитів.
Також часто критикується зловживання розподілом учнів по паралельних класах з урахуванням їхніх здібностей ще у молодших класах. У популярному місцевому фільмі «Я не тупий» висвічується високий рівень змагальності і соціальної стигматизації з якими доводиться стикатися учням у процесі навчання в Сінгапурі.
В свою чергу прихильники нинішньої системи, стверджують, що створення диференційованих освітніх програм відповідно до здібностей учнів, дає змогу учням з різними здібностями і особливостями сприйняття нового матеріалу підтримувати інтерес до навчання.
В останні роки, попри те, що розподілення учнів за показником успішності досі існує, урядом був прийнятий ряд реформ. Наприклад урядом проводяться експерименти по розподіленню учнів за рівнем успішності в різних навчальних дисциплінах, а не за рівнем загальної академічної успішності.